# The Battleship Island
The Battleship Island (en hangul, 군함도; hanja: 軍艦島; romanización revisada del coreano: Gunhamdo) es una película surcoreana escrita y dirigida por Ryoo Seung-wan, y protagonizada por Hwang Jung-min, So Ji-sub, Song Joong-ki y Lee Jung-hyun. Se estrenó en Corea del Sur el 26 de julio de 2017.

## Sinopsis
En los años de la Segunda Guerra Mundial, las minas de carbón situadas en isla de Hashima producen gran parte del mineral que consume el país. Para trabajar en esta isla, que se conoce también como la Isla del Acorazado, los japoneses emplean mano de obra forzada procedente de Corea y de China, que trabaja en durísimas condiciones: no solo hombres para el trabajo en las minas, sino también mujeres de consuelo para los burdeles, e incluso niños. Hacia el final de la guerra varios centenares de coreanos intentan escapar de la isla guiados por un agente del movimiento de liberación coreano.

## Reparto

### Principal
- Hwang Jung-min como Lee Kang-ok, el director de una pequeña orquesta en un hotel de la Corea ocupada por los japoneses, que elige llevar a su única hija a Japón para mantenerla a salvo. Sin embargo, los envían al campo de trabajo de Hashima, y allí hará todo lo posible para proteger a su hija.[5][6]
- So Ji-sub como Choi Chil-sung, el mejor luchador callejero de Gyeongseong, un hombre tosco que con su banda se hace con el control de la comunidad coreana en el campo de trabajo. Debajo de su exterior duro y áspero, tiene un buen corazón.[7][8]
- Song Joong-ki como Park Moo-young, un miembro del movimiento de independencia de Corea que se infiltra en la isla para rescatar a uno de los jefes del movimiento que está cautivo allí.[9][10]
- Lee Jung-hyun como Oh Mal-nyeon, una coreana convertida en mujer de consuelo que acaba también en Hashima, de carácter firme y decidido.[11][12][13]

### Secundario
- Kim Su-an como Lee So-hee, hija de Lee Kang-ok, con el que actúa en la orquesta. Su talento para cantar y bailar la salva en algunas ocasiones.[14][15]
- Kim Go-eun como una chica de Joseon.
- Kwon Seung-yoon como una chica de Joseon.
- Park Hee-gun como Bok-jin.
- Ham Sung-min como miembro del grupo de Bok-jin.
- Lee Geung-young como Yoon Hak-cheol, cabecilla del movimiento de liberación coreano.[16]
- Lee Jung-eun como presidenta de la asociación de mujeres.[17][18]
- Kim Min-jae como Song Jong-gu, un coreano oficial de trabajo que oprime y maltrata a sus compatriotas.[16]
- Park Seong-il como trompetista de la orquesta de Lee.
- Park Ya-seong como guitarrista de la orquesta de Lee.
- Kang Seong-cheol como saxofonista de la orquesta de Lee.
- Oh Seok-jin como trompetista de la orquesta de Lee.
- Ji Seon-do como contrabajo de la orquesta de Lee.
- Kim Joong-hee como Yamada.[16]
- Kim In-woo como Daisuke Shimazaki, director de la empresa minera.[16]
- Shin Seung-hwan.[19]
- Yoon Kyung-ho como Dauber.[20]
- Bae Seung-cheol como un recién casado.
- Hiroki Yokouchi como jefe de correos.
- Jang Sung-bum como Oh Jang-woo.
- Kim jun-han como un militar japonés.
- Kim Won-hae como gerente del hotel donde actúa la orquesta de Lee.[21][22]
- Kim Ye-eun como una gisaeng.
- Bae je-gi.
- Kim Dong-young como un jugador.
- Kwon Han-sol como una chica de Joseon.[23]

### Apariciones especiales
- Jung Man-sik como Sugiyama.[24]
- Darcy Paquet como un oficial de la OSS.

## Producción
En la redacción del guion Ryoo Seung-wan, pese a que la película se presta a una visión de nacionalismo extremo, ha intentado abordarla con gran realismo: por ejemplo, evitando una contraposición neta entre japoneses malos y coreanos buenos. Por ello introduce personajes coreanos como traidores y colaboradores del enemigo.
El rodaje comenzó el 17 de junio de 2016 y finalizó seis meses después, el 20 de diciembre. No se rodó en la isla de Hashima, escenario de la historia, sino que se construyó un gran plató en Chuncheon, Gangwon, donde trabajaron el director, los actores y el personal formado por doscientos empleados. El rodaje fue difícil y exigente por la misma naturaleza del escenario, con minas de carbón y espacios angostos.
La película se presentó el 25 de enero de 2017 con un cartel y un tráiler. El 15 de junio se llevó a cabo una conferencia de prensa en el Teatro Yong del Museo Nacional de Corea en Yongsan-gu, Seúl.

## Estreno
La película se estrenó en Corea del Sur el 26 de julio de 2017. El primer día vendió 970 516 entradas, el número más alto que alcanzaba una película en Corea del Sur, marca tal vez facilitada por la extensa cobertura de salas que tuvo, 2027. Al final de su período de exhibición, llegó a  6 592 151 espectadores, que dejaron una taquilla del equivalente a  36 430 267 dólares norteamericanos, quedando por este concepto en sexta posición entre las películas surcoreanas estrenadas en el año.
El 25 de julio de 2017 se efectuó un preestreno reservado a diplomáticos extranjeros residentes en Corea del Sur, y el 28 de julio hubo otra proyección especial en París, en la sede de Metropolitan Filmexport, para funcionarios y diplomáticos de la Unesco. El objetivo de ambas funciones era dar a conocer la historia del campo de trabajo de Hashima durante la guerra, ante el proceso que había solicitado Japón para registrar la isla como Patrimonio de la Humanidad por parte de dicha organización internacional.

## Controversias
El tema de la película suscitó controversias en algunos medios japoneses y coreanos. Los primeros la criticaron por contener «historias distorsionadas»,mientras los segundos se mostraron descontentos por no haber mostrado con mayor claridad las atrocidades cometidas por el ejército japonés. En 2017 solo quedaban con vida seis de los miles de trabajadores coreanos que habían sido llevados a Hashima.
Ya unos años antes la iniciativa japonesa de solicitar el estatuto de Patrimonio de la Humanidad de la Unesco para la isla había chocado con la oposición tanto de Corea del Sur como de Corea del Norte porque se trataba de un lugar que alojó mano de obra forzada. Tras el reconocimiento por parte de funcionarios japoneses de este hecho,Hashima, junto a otros veintidós antiguos sitios industriales del país, fue reconocida como Patrimonio de la Humanidad. Sin embargo, para muchos surcoreanos ese reconocmiento no fue en absoluto suficiente.

## Crítica
Jason Bechervaise (ScreenDaily) aborda la película escribiendo que «si bien no hay duda de sus enormes ambiciones, The Battleship Island resulta ser un fracaso decepcionante». Señala que su éxito de taquilla se debe al reparto de estrellas y al tema atractivo, pero está lastrada por una «narrativa ferozmente nacionalista» que podría desanimar a espectadores no coreanos. Critica la construcción de los personajes, que «en su mayor parte son unidimensionales» y el guion abigarrado. Tampoco salva la labor de los actores, a excepción de la pequeña Kim Su-an, y concluye que «The Battleship Island se siente más como un éxito de taquilla estándar que como una película de Ryoo Seung-wan, ya que carece del dinamismo de su atrevida estética visual y, aunque su ambientación climática final podría impresionar a algunos espectadores, no rescata la película».
Para Justin Lowe (The Hollywood Reporter), «la trama intrincada se siente como una manipulación tan absoluta que disminuye el impacto de la secuencia de escape final». La película «es una muestra impresionante de técnica visual y combate simulado mientras los coreanos se rebelan contra sus opresores japoneses».
Escribe Ignasi Juliachs (La Vanguardia) que «la rebelión está muy bien expuesta en un montaje trepidante de alto nivel profesional y del todo espectacular, sin nada que envidiar a los mejores filmes de este género en occidente». Los personajes no están dibujados como héroes sino como supervivientes, aunque del otro lado algunos de los japoneses «resultan planos en la maldad mostrada», dentro de una «agria mirada hacia el Japón del momento».

## Premios y nominaciones
| Año  | Premio                                         | Categoría                                  | Candidato             | Resultado | Ref.                 |
| ---- | ---------------------------------------------- | ------------------------------------------ | --------------------- | --------- | -------------------- |
| 2017 | 1st The Seoul Awards                           | Mejor película                             | The Battleship Island | Nominada  | [ 35 ] [ 36 ]        |
| 2017 | 1st The Seoul Awards                           | Mejor actor                                | Hwang Jung-min        | Nominado  | [ 35 ] [ 36 ]        |
| 2017 | 1st The Seoul Awards                           | Mejor actriz de reparto                    | Lee Jung-hyun         | Ganadora  | [ 35 ] [ 36 ]        |
| 2017 | 1st The Seoul Awards                           | Premio especial de actuación               | Kim Su-an             | Ganadora  | [ 35 ] [ 36 ]        |
| 2017 | Festival de Cine de Sitges                     | Mejor largometraje (sección Òrbita)        | The Battleship Island | Ganadora  | [ 37 ] [ 38 ] [ 39 ] |
| 2017 | 26th Buil Film Awards                          | Mejor actriz de reparto                    | Kim Su-an             | Ganadora  | [ 40 ]               |
| 2017 | 26th Buil Film Awards                          | Mejor dirección artística                  | Lee Hwo-kyoung        | Ganador   | [ 40 ]               |
| 2017 | 37th Korean Association of Film Critics Awards | Premio técnico (dirección artística)       | Lee Hwo-kyoung        | Ganador   | [ 41 ]               |
| 2017 | 37th Korean Association of Film Critics Awards | Top 10 Films                               | The Battleship Island | Ganadora  | [ 41 ]               |
| 2017 | 38th Blue Dragon Film Awards                   | Mejor actriz de reparto                    | Lee Jung-hyun         | Nominada  | [ 42 ]               |
| 2017 | 38th Blue Dragon Film Awards                   | Mejor fotografía e iluminación             | The Battleship Island | Nominada  | [ 42 ]               |
| 2017 | 38th Blue Dragon Film Awards                   | Mejor dirección artística                  | The Battleship Island | Ganadora  | [ 42 ]               |
| 2017 | 38th Blue Dragon Film Awards                   | Mejores efectos visuales                   | The Battleship Island | Nominada  | [ 42 ]               |
| 2017 | 38th Blue Dragon Film Awards                   | Premio Estrella popular                    | Kim Su-an             | Ganadora  | [ 42 ]               |
| 2017 | 25th Korea Culture & Entertainment Awards      | Premio a la gran excelencia, actor (cine)  | Lee Geung-young       | Ganador   |                      |
| 2017 | 25th Korea Culture & Entertainment Awards      | Premio a la gran excelencia, actriz (cine) | Lee Jung-hyun         | Ganadora  |                      |
| 2017 | 6th The Night of Stars-Korea Top Star Awards   | Korea's Top Star (Film)                    | Lee Jung-hyun         | Ganadora  | [ 43 ]               |
| 2017 | 6th The Night of Stars-Korea Top Star Awards   | Estrella popular (cine)                    | Kim Su-an             | Ganadora  | [ 43 ]               |
| 2018 | 23rd Chunsa Film Art Awards                    | Mejor director                             | Ryoo Seung-wan        | Nominado  | [ 44 ]               |
| 2018 | 23rd Chunsa Film Art Awards                    | Mejor actriz de reparto                    | Lee Jung-hyun         | Nominada  | [ 44 ]               |
| 2018 | 23rd Chunsa Film Art Awards                    | Mejor actriz de reparto                    | Kim Su-an             | Nominada  | [ 44 ]               |
| 2018 | 23rd Chunsa Film Art Awards                    | Premio técnico                             | —                     | Nominada  | [ 44 ]               |
| 2018 | 54th Baeksang Arts Awards                      | Premio técnico (cine)                      | Lee Hwo-kyoung        | Nominado  | [ 45 ]               |